# Друга нормальна форма
Друга нормальна форма (2НФ, 2NF) — нормальна форма, що використовується для нормалізації баз даних. 2НФ первісно була визначена 1971 року Едгаром Коддом. Щоб перебувати в другій нормальній формі, таблиця, що перебуває в першій нормальній формі, має відповідати додатковим критеріям. А саме: 1НФ таблиця перебуватиме в 2НФ тоді й лише тоді, коли для будь-якого потенційного ключа K і будь-якого атрибута A, який не є частиною потенційного ключа, A залежить саме від цілого потенційного ключа, а не від його частини.
Тобто, 1НФ таблиця перебуває в 2НФ тоді й тільки тоді, коли всі її неключові атрибути функціонально залежні від потенційного ключа в цілому.
У разі, якщо 1НФ таблиця не має складних потенційних ключів (таких, що складаються більш ніж з одного атрибута), тоді вона автоматично перебуватиме в 2НФ.

## Приклад
Розглянемо таблицю, що описує вміння працівників:
| Працівник | Вміння      | Поточне місце роботи |
| --------- | ----------- | -------------------- |
| Палій     | Друкування  | Бузковий провулок, 7 |
| Палій     | Стенографія | Бузковий провулок, 7 |
| Палій     | Мосяжництво | Бузковий провулок, 7 |
| Сірко     | Гончарство  | Проспект Троянд, 49  |
| Мамай     | Алхімія     | Проспект Троянд, 49  |
| Мамай     | Пілотування | Проспект Троянд, 49  |
| Богун     | Гончарство  | Проспект Троянд, 49  |

Ані {Працівник} ані {Вміння} не є потенційними ключами для таблиці. «Працівник» може мати декілька вмінь, а «Вміння» може з'являтись у більше ніж одного Працівника. Саме складний ключ {Працівник, Вміння} підходить як потенційний ключ для таблиці.
Інші атрибути, «Поточне місце роботи», залежні від частини потенційного ключа, від Працівника. Тобто таблиця не в 2НФ. Існує надлишковість у представленні атрибута «Поточне місце роботи»: тричі повторюється те, що Палій працює на Бузковому провулку, 7, і двічі, що Мамай працює на проспекті Троянд, 49. Ця надлишковість робить таблицю вразливою для аномалій оновлення: це, наприклад, можливість оновити місце роботи Палія на його записах про «Друкування» і «Стенографію» і не оновити запис про «Мосяжництво». Отримані дані будуть припускати суперечливі відповіді на питання «Де працює Палій?»
Варіант у 2НФ для цього набору даних буде містити дві таблиці: «Працівник» з потенційним ключем {Працівник}, «Вміння працівників» з потенційним ключем {Працівник, Вміння}:
| Працівник | Поточне місце роботи |
| --------- | -------------------- |
| Палій     | Бузковий провулок, 7 |
| Сірко     | Проспект Троянд, 49  |
| Мамай     | Проспект Троянд, 49  |
| Богун     | Проспект Троянд, 49  |

| Працівник | Вміння      |
| --------- | ----------- |
| Палій     | Друкування  |
| Палій     | Стенографія |
| Палій     | Мосяжництво |
| Сірко     | Гончарство  |
| Мамай     | Алхімія     |
| Мамай     | Пілотування |
| Богун     | Гончарство  |

Жодна з цих таблиць не постраждає від аномалій оновлення.
Однак, не всі таблиці в 2НФ унебезпечені від аномалій оновлення. Приклад таблиці в 2НФ, яка може постраждати від аномалій оновлення:
| Змагання           | Рік  | Переможець       | Дата народження переможця |
| ------------------ | ---- | ---------------- | ------------------------- |
| Співуче поле       | 1998 | Іван Швидкосвист | 14 березня 1977           |
| Майстерня талантів | 1998 | Степан Гуцало    | 21 липня 1975             |
| Осінній лист       | 1999 | Яромир Грабар    | 28 вересня 1968           |
| День вареників     | 1999 | Степан Гуцало    | 21 липня 1975             |
| Вище неба          | 1999 | Іван Швидкосвист | 14 березня 1977           |

Попри те, що «Переможець» і «Дата народження переможця» визначається через цілий ключ {Змагання / Рік} і не є його частиною, саме поєднання «Переможець» / «Дата народження переможця» створює надлишковість. Це призводить до аномалій оновлення: якщо оновлення не потурбувалось про цілісність, можемо отримати переможця з двома різними датами народження.
Проблема полягає в транзитивній залежності атрибута «Дата народження переможця». «Дата народження переможця» залежить від «Переможець», який в свою чергу залежить від ключа.
Проблема адресована до третьої нормальної форми (3НФ).

## 2НФ і потенційні ключі
Таблиці, в яких немає часткових функціональних залежностей від первинного ключа зазвичай, але не завжди, знаходяться в 2НФ. У додаток до первинного ключа, таблиця може містити інші потенційні ключі; необхідно встановити, що немає неключових атрибутів, які мають часткову залежність від будь-якого потенційного ключа.
Кілька потенційних ключів зустрічаються в наступній таблиці:
| Виробник     | Модель      | Повна назва          | Країна виробник |
| ------------ | ----------- | -------------------- | --------------- |
| Forte        | X-Prime     | Forte X-Prime        | Італія          |
| Forte        | Ultraclean  | Forte Ultraclean     | Італія          |
| Dent-o-Fresh | EZbrush     | Dent-o-Fresh EZBrush | США             |
| Kobayashi    | ST-60       | Kobayashi ST-60      | Японія          |
| Hoch         | Toothmaster | Hoch Toothmaster     | Німеччина       |
| Hoch         | X-Prime     | Hoch X-Prime         | Німеччина       |

Навіть якщо проектувальник визначить первинний ключ як {Повна назва}, таблиця не в 2НФ. {Виробник, Модель} також потенційний ключ, і «Країна виробник» залежить від його підмножини «Виробник». Для переведення в 2НФ необхідно перейти до двох таблиць:
| Виробник     | Країна виробник |
| ------------ | --------------- |
| Forte        | Італія          |
| Dent-o-Fresh | США             |
| Kobayashi    | Японія          |
| Hoch         | Німеччина       |

| Виробник     | Модель      | Повна назва          |
| ------------ | ----------- | -------------------- |
| Forte        | X-Prime     | Forte X-Prime        |
| Forte        | Ultraclean  | Forte Ultraclean     |
| Dent-o-Fresh | EZbrush     | Dent-o-Fresh EZBrush |
| Kobayashi    | ST-60       | Kobayashi ST-60      |
| Hoch         | Toothmaster | Hoch Toothmaster     |
| Hoch         | X-Prime     | Hoch X-Prime         |